# Idris Rahman
Idris Rahman (Chichester, 16 juli 1976) is een Britse jazzmuzikant (klarinet, saxofoon) en muziekproducent met Bengaalse wortels.

## Biografie
Rahman werd net als zijn zus, de pianiste Zoe Rahman, opgevoed door zijn Bengaalse vader en een in Nieuw-Zeeland opgegroeide Britse arts.
Eahman werkte eerst in een kwintet met zijn zus, daarna als saxofonist en co-leader bij de Soothsayers, wier debuutalbum Tangled Roots (Red Earth Records, 2006) zowel Jamaicaanse muziek als ook West-Afrikaanse afrobeat reflecteerde. Drie verdere albums met deze band, die overal in Europa optrad, volgden. Samen met zijn zus Zoe Rahman bracht hij in 2008 het aan zijn vader opgedragen album Where Rivers Meet uit, dat Bengaalse folklore, film- en popmuziek verwerkte uit de jaren 1950.
Rahman behoort tot het sextet van Arun Ghosh, bij de band Oriole van Jonny Phillips en was hij betrokken bij het album Forty Thieves Orkestar van Aidan Love. Verder heeft hij als saxofonist gewerkt met Osibisa, Ayub Ogada, Dodgy, Reem Kelani en Julia Biel.
- Library of Congress Control Number: no2015135612
- MusicBrainz: ee43096d-2c68-49b7-9c51-dae15d91d402
- Virtual International Authority File: 170359599
- WorldCat: E39PBJfrMRfFqqv4BWHvBk4rMP